# مركز دي مورجان

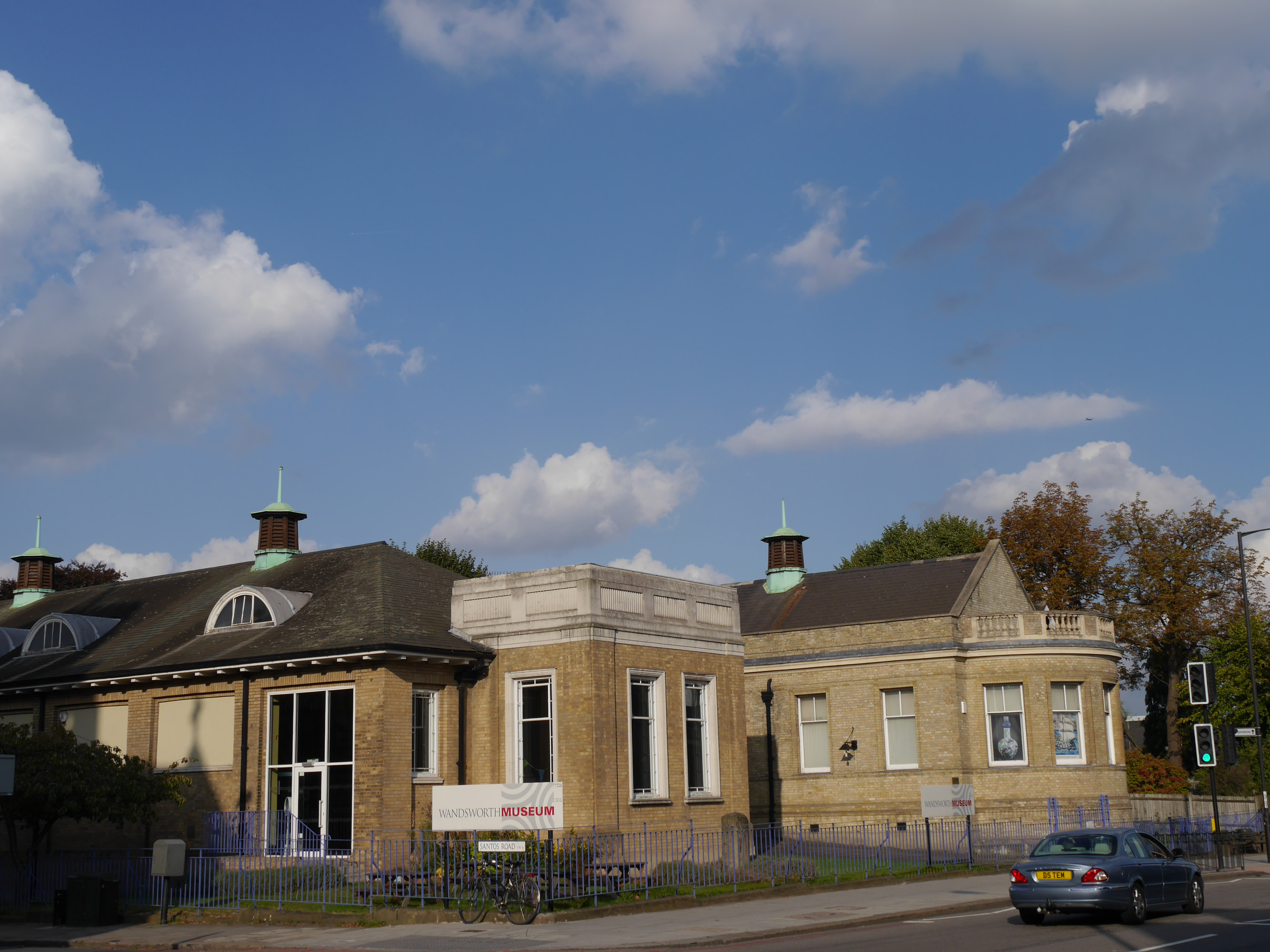
تم إغلاق متحف Wandsworth الآن ، وكان سابقًا موطنًا [https://www.demorgan.org.uk/ لمؤسسة De Morgan Foundation

يُعد مركز دي مورجان لدراسة الفن والمجتمع في القرن التاسع عشر بالإنجليزية De Morgan Centre for the Study of 19th Century Art and Society هو عبارة عن معرض و متحف في منطقة واندزورث في لندن ، إنجلترا ، والتي كانت موطنًا لمجموعة دي مورجان كوليكشن De Morgan Collection لبضعة سنوات.
منذ عام 2002 ، وفر مركز دي مورجان وصولًا عامًا إلى مجموعة دي مورجان كوليكشن في معرض مخصص يسمى مركز دي مورجان لدراسة الفن والمجتمع في القرن التاسع عشر أو باختصار مركز دي مورجان ، والذي كان مقره في مكتبة ويست هيل واندزورث ، جنوب غرب لندن. أُغلقت مكتبة ويست هيل في 28 سبتمبر 2007 ، وفي الآونة الأخيرة ، شاركت مؤسسة دي موردجان المبنى مع متحف واندزورث. تم إغلاق كل من مركز دي مورجان ومتحف واندزورث للجمهور في 28 يونيو 2014 بسبب توقف عقد الإيجار من قبل واندزورث كاونسيل المالك الحر للمبنى.
منذ إغلاق مركز دي مورغان، تواصل مؤسسة دي مورغان عرض مجموعة دي مورجان كوليكشن للجمهور في كانون هول و متحف واتس .

## روابط خارجية
- الموقع الرسمي